# Peter Eigler
Peter Eigler (18 marzo 1966) è un ex sciatore alpino tedesco.
Fino alla riunificazione tedesca (1990) gareggiò per la nazionale tedesca occidentale.

## Biografia
Specialista delle prove veloci originario di Pfronten, Eigler debuttò in campo internazionale in occasione dei Mondiali juniores di Sugarloaf 1984 e ai Mondiali di Crans Montana 1987, sua unica presenza iridata, non completò la combinata. In Coppa del Mondo ottenne il primo piazzamento il 22 dicembre 1988 a Sankt Anton am Arlberg in combinata (15º), conquistò il miglior risultato il 26 febbraio 1989 a Whistler in supergigante (13º) e prese per l'ultima volta il via il 23 gennaio 1993 a Veysonnaz in discesa libera (66º), ultimo piazzamento della sua carriera. Non prese parte a rassegne olimpiche.

## Palmarès

### Coppa del Mondo
- Miglior piazzamento in classifica generale: 92º nel 1989

### Coppa Europa
- Miglior piazzamento in classifica generale: 22º nel 1986

### Campionati tedeschi
- 1 medaglia (dati parziali fino alla stagione 1985-1986)[1]:
  - 1 bronzo (discesa libera nel 1992)